# Salvatore Lima

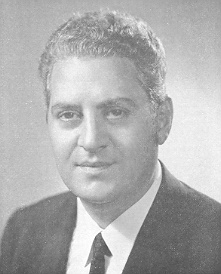
Salvo Lima

Salvatore „Salvo“ Lima (* 23. Januar 1928 in Palermo; † 12. März 1992 in Mondello) war ein sizilianischer Politiker. Er wurde von der Mafia ermordet, zu der er angeblich enge Beziehungen gepflegt hatte. 

## Leben
Lima war der Sohn eines Archivars der Stadt Palermo. Er absolvierte ein Jurastudium und fand eine Anstellung bei der Banco di Sicilia.
Während seiner langen Jahre in der Democrazia Cristiana war er Bürgermeister von Palermo und unterhielt enge Beziehungen zum siebenfachen Ministerpräsidenten Giulio Andreotti, unter dem er auch einmal Minister war. Lima sprach selten in der Öffentlichkeit und führte auch keinen Wahlkampf, aber am Wahltag selbst gewann er viele Stimmen. Zum Zeitpunkt seines Todes war er Mitglied des Europaparlaments.
1964 gab Lima im Zusammenhang mit einer Untersuchung zu, dass er Angelo La Barbera, einen der mächtigsten Mafia-Führer damaliger Zeit, kannte. Im März 1992 weilte er in Palermo, um einen Wahlkampfauftritt von Andreotti vorzubereiten. Am 12. März 1992 fuhr er mit seinem Chauffeur Richtung Palermo, als ein Gewehrschütze vom Rücksitz eines Motorrads aus die Reifen des Wagens zerschoss. Der Wagen hielt an, Lima stieg aus und versuchte zu fliehen, aber die beiden Mörder verfolgten ihn und der Schütze schoss ihm zunächst in den Rücken, um die Flucht zu stoppen, und tötete ihn dann mit einem Genickschuss. Die Mörder flohen anschließend.
Ein paar Jahre später behauptete der ehemalige Mafioso und Kronzeuge Tommaso Buscetta, Lima sei getötet worden, da er der Mafia nicht mehr genutzt hatte und nun für sein Versagen bestraft werden sollte. Laut Buscetta war Lima der Politiker, an den sich die Cosa Nostra am häufigsten wandte, wenn es darum ging, Probleme zu lösen, die nur in Rom lösbar waren. Im Gegenzug hätte er – so Buscetta – Unterstützung bei politischen Wahlen in Sizilien bekommen. Diese Anschuldigungen wurden von weiteren Kronzeugen wie Antonino Calderone, Gaspare Mutolo oder Francesco Marino Mannoia gestützt. Auch unabhängige Untersuchungen kommen zu diesem Schluss, doch es muss betont werden: Lima wurde nie formell angeklagt oder aufgrund solcher Beschuldigungen verurteilt. Buscetta behauptete weiterhin, bereits Limas Vater sei in den 1940er Jahren ein Mitglied der ‚ehrenwerten Gesellschaft‘ gewesen.
Im Jahre 1983 hatte Lima im Zusammenhang mit der Einrichtung des Anti-Mafia-Pools um Antonino Caponnetto, Giovanni Falcone (ermordet 1992) und Paolo Borsellino (ermordet 1992) versucht, Corrado Carnevale als Richter zu nominieren, einen Richter, der als „Urteilskiller“ bekannt war, da er viele Urteile aufgrund kleinster formaler Fehler zu Fall brachte. Lima stellte 1992 für die Mafia eine Gefahr dar, da er möglicherweise viele Geheimnisse um die Mafia wusste.
Im Jahre 1998 wurden einige mächtige Mafiosi, unter ihnen der Boss der Bosse, Salvatore Riina aus Corleone, wegen der Ermordung Limas verurteilt.